# Phare de Værøy
Le phare de Værøy  (en norvégien : Værøy  fyr) est un ancien phare côtier situé sur l'île de Værøy (Îles Lofoten) de la commune de Værøy, dans le Comté de Nordland (Norvège).

## Histoire
Il a été construit en 1880 sur l'île de Værøy au sud des îles Lofoten. Il a été automatisé en 1984 et désactivé depuis 2008. Le phare est situé sur une petite péninsule au sud-est de Sørland dont il marquait l'entrée du port.

## Description
Le phare  est une tour carrée en pierre de 14 mètres de haut, avec une galerie et une lanterne, dépassant d'une maison de gardien de deux étages. Le phare entier est blanc et le toit de la lanterne est rouge. Sa portée nominale était de 12,5 milles nautiques (environ 23 km).
Identifiant : ARLHS : NOR-279 ; NF-.... - Amirauté : L3000 - NGA : 11804 .